# Янин, Константин Александрович
Константин Александрович Янин известен как Костя Янин (15 июня 1931 — 5 сентября 1943) — советский пионер-герой.
Во время Великой Отечественной войны — связной в партизанском отряде. Спас жизни красноармейцев и боевую технику 18-го корпуса (командующий — генерал-майор И. И. Иванов) 65-й армии (командующий — генерал-лейтенант П. И. Батов).
Свой подвиг Костя совершил вблизи села Чуйковка, Ямпольского района Сумской области на Украине. Преследовавшие отступающие немецкие части советские войска вышли к мосту, который был заминирован. Костя Янин знал об этом и, увидев приближающуюся советскую технику, вбежал на мост и, размахивая руками, пытался остановить её. Но мина сработала, раздался взрыв. Ценой собственной жизни Костя спас жизни советских воинов. Спустя всего лишь 10 дней, 15-16 сентября, 18-й корпус особо отличился в боях у деревни Шитцы Лоевского района Гомельской области при форсировании Днепра, захватив и удерживая плацдарм для переправы основных сил 65-й армии.
Посмертно награждён орденом Отечественной войны I степени. Могила находится на кладбище села Чуйковка, недалеко от того места, где он совершил свой подвиг.